# Bachgauer Landwehr

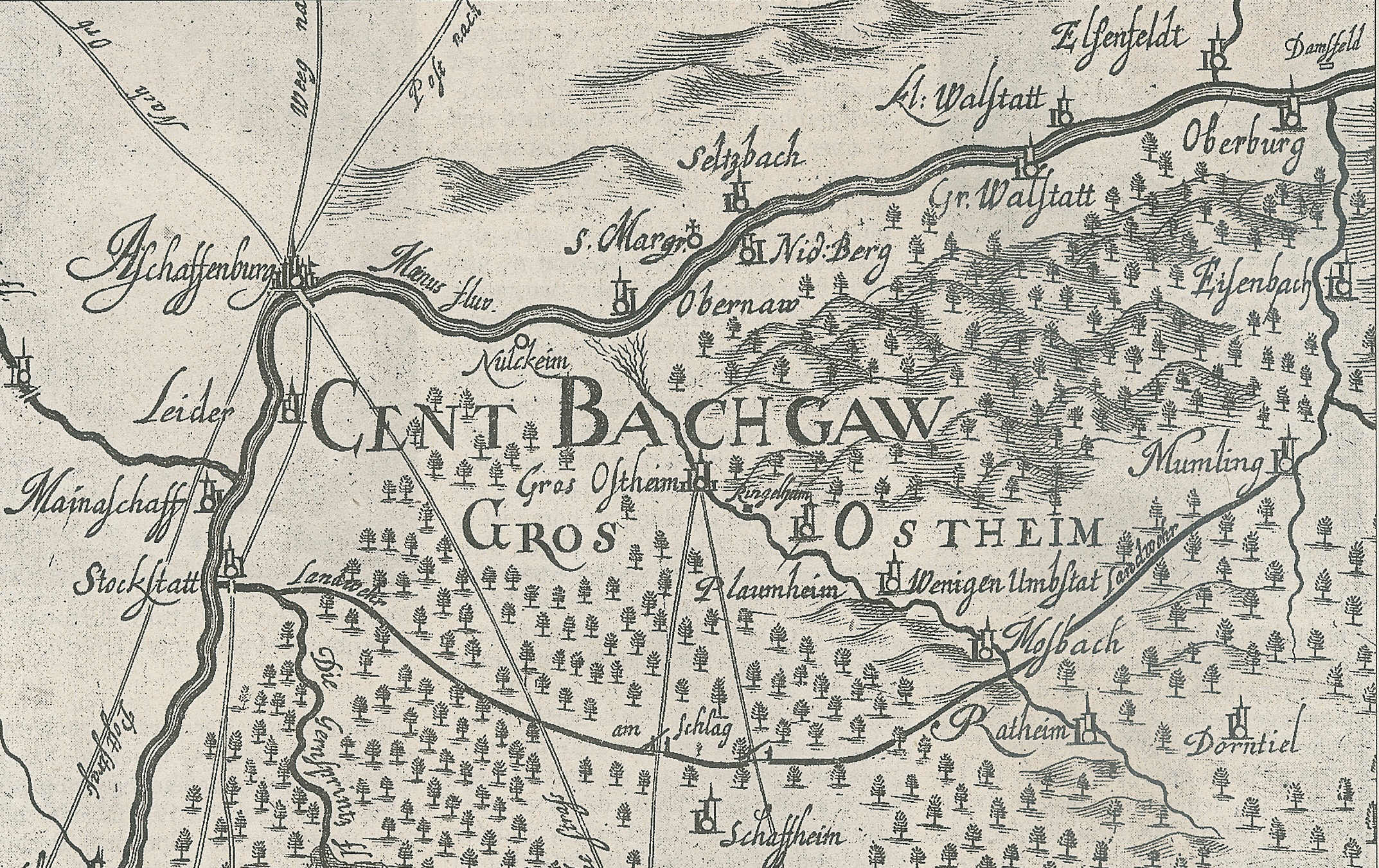
Die Bachgauer Landwehr auf einem Stich von Nikolaus Person 1695 …

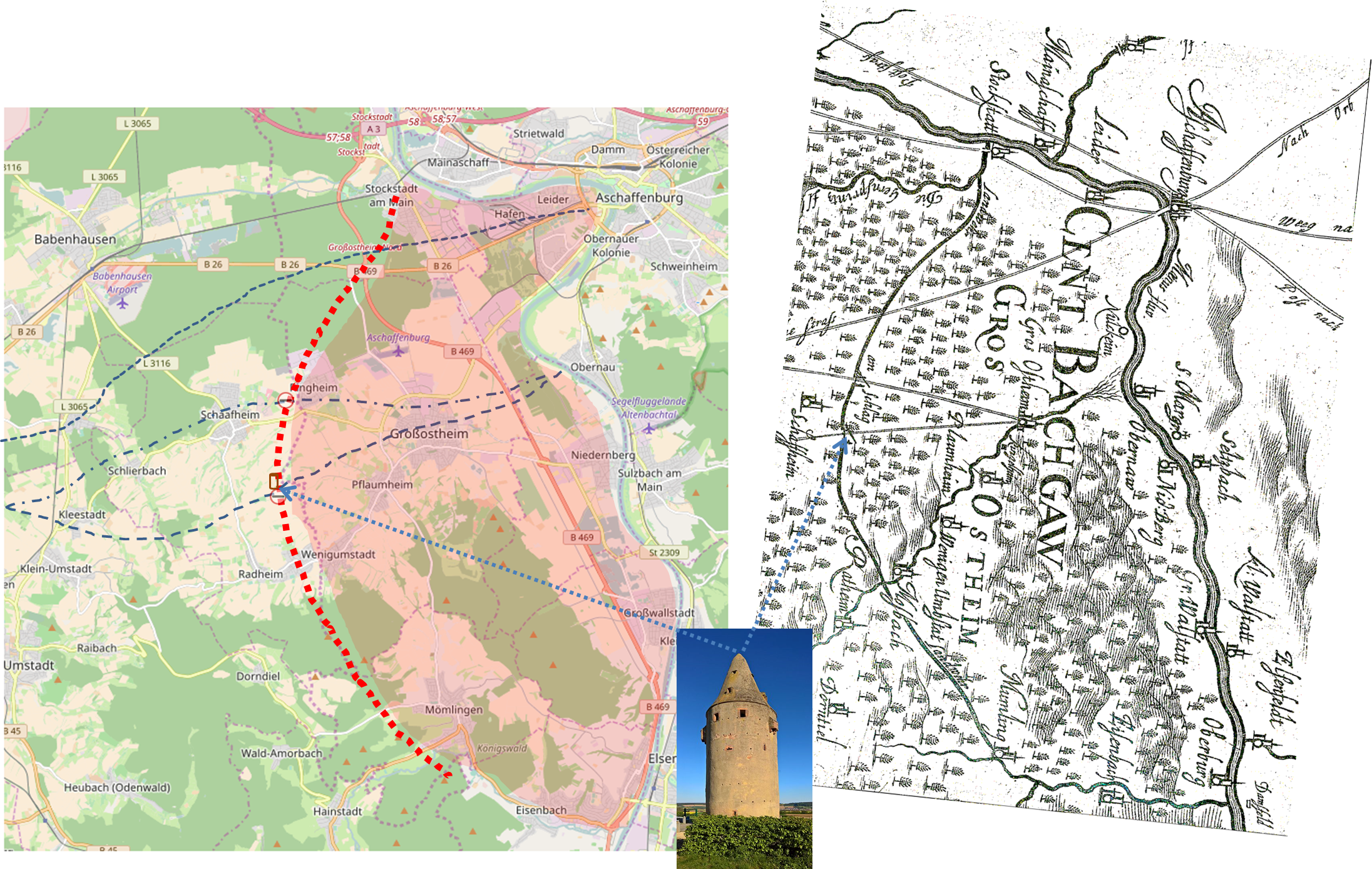
… und die Lage der Landwehr und des Wartturmes mit heutiger Kartierung

Die Bachgauer Landwehr (auch Kurmainzer Landwehr der Cent Bachgau) war eine spätestens im 15. Jahrhundert errichtete Landwehr im Bachgau, deren Graben und doppelter Wall im Babenhausener Wald bzw. im Großostheimer Unterwald und Stockstadter Oberhübnerwald noch deutlich zu erkennen sind.
Die Grenzanlage wurde kartiert von Nikolaus Person: Novae Archiepiscopatus Moguntini Tabulae, Moguntiae um 1690, gewidmet dem Mainzer Erzbischof Anselm Franz von Ingelheim (1679–1695). Wie die historische Karte zeigt, führte die Landwehr von der Gersprenz aus, die Kurmainzische Zent Bachgau teils von hessischen Besitzungen abgrenzend, teils den Kurmainzer Bachgau durchschneidend und nur die Gebiete von Stockstadt, Großostheim und Mosbach einschließend bei Mömlingen an die Mümling. Die ehemals Kurmainzischen Bachgauorte Radheim und Dorndiel liegen westlich der in der Karte dargestellten Landwehr. Die Gemarkungen dieser Kurmainzischen Orte waren offenbar vom Wartturm aus ausreichend einsehbar.
Die Bachgauer Landwehr ermöglichte Zolleinnahmen, vor allem zu Zeiten der Frankfurter Messe.